# 잭 와일드 (음악가)
잭 와일드(영어: Zakk Wylde,  1967년 1월 14일 ~ )는 미국의 음악가, 가수, 송라이터, 연주자, 배우이며 본명은 제프리 필립 윌란트(영어: Jeffrey Phillip Wielandt)이다. 그는 오지 오스본의 기타리스트로 유명하고 헤비 메탈 밴드 블랙 레이블 소사이어티의 창립자이다. 그를 상징하는 불스 아이 문양은 그의 기타에도 그려져있다. 그는 1994년 셀프 타이틀 앨범을 내고 해체된 프라이드 & 글로리의 리드 기타리스트이자 보컬이었으며 솔로 아티스트로서 Book of Shadows와 Book of Shadows II를 발매했다.

## 생애
제프리 필립 윌란트는 1967년 뉴저지주 베이온에서 태어났다. 그는 8살 때부터 기타를 치기 시작했고 고등학교 1학년이 되어 전문적으로 배우기 시작했다. 14살에 그는 뉴저지주 톰스리버에 있는 실버스톤 지역의 실버스톤 음반사에서 일한 적 있다. 그는 뉴저지주 잭슨에서 자랐고 잭슨 메모리얼 고등학교에 진학하여 1985년에 졸업했다. 그는 학교에서 하교하여 집에 돌아와서 거의 쉬지 않고 매일 12시간씩 기타를 연습하고 학교에서는 잠만 잤다고 한다.

## 음악 커리어
잭은 초기에 지역 밴드 스톤 헨지와 자이리스에서 기타를 연주했다. 이후, 그는 오지 오스본 밴드에서 오디션을 보게 된다. 당시 오지 오스본 밴드는 랜디 로즈의 사망으로 브래드 길리스가 기타 자리를 메우게 되었는데 얼마 지나지 않아 그 또한 제이크 E. 리에 의해 교체되었다. 잭 와일드는 오디션에서 좋은 결과를 얻어 제이크 E. 리를 교체하여 밴드에 기타리스트와 공동 작곡가로 가입하게 된다. 랜디 로즈는 잭 와일드의 전반적인 기타 연주와 무대 퍼포먼스에 가장 큰 영향을 준 사람이다.

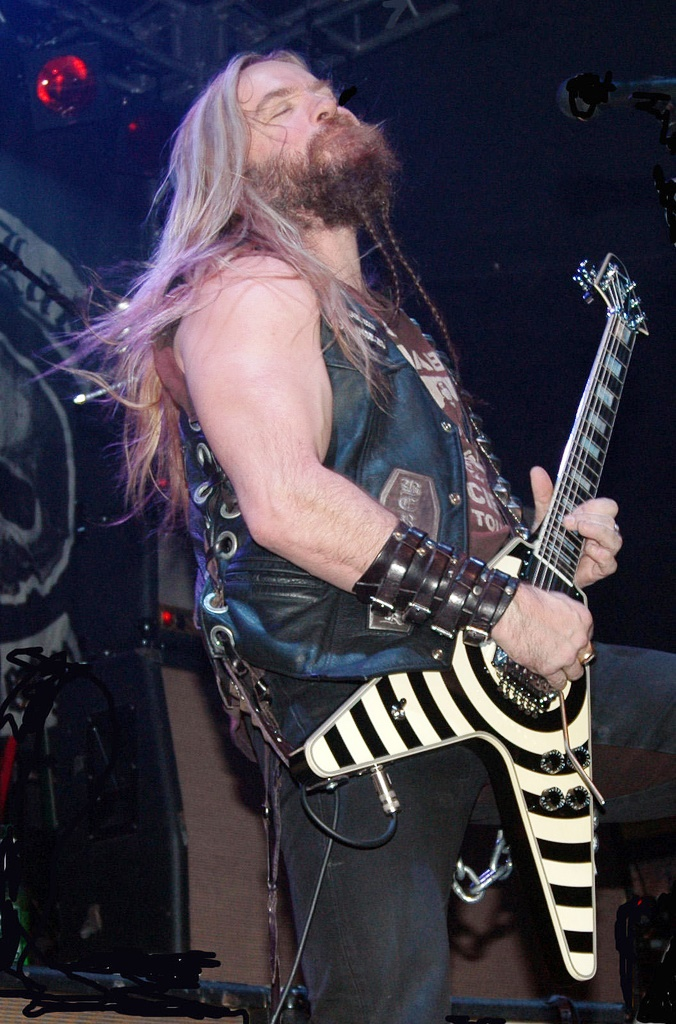
2006년의 잭 와일드

잭은 어느 레스폴 기타에 끌려 이를 애용하게 되었는데 이 기타는 그의 상징인 불스아이 문양이 그려져 있는 깁슨 레스폴 커스텀 기타로, 잭이 직접 "더 그레일(The Grail)"이란 이름을 붙여주었다. 그러나 이 기타는 그가 2000년에 텍사스 투어를 다니던 도중 장비수송용 트럭의 사고로 잃게 된다. 이후 2003년에 어느 팬이 댈러스 전당포에서 그의 이니셜인 "Z.W."가 적혀 있는 험버커 픽업의 기타를 찾아 잭의 전 웹사이트 관리자 랜디 카니스에게 연락했다. 그 덕에 잭은 다시 기타를 찾을 수 있었고 감사의 의미로 그 팬에게 그의 시그니쳐 기타를 선물한다. 1995년에 그는 건즈 앤 로지스의 오디션을 본 적 있다.
잭은 1995년에 오지 오스본 밴드에서 조 홈스로 교체되고 2001년에 다시 복귀한다. 2006년 1월 17일, 잭 와일드는 뮤지션으로서 성공적인 커리어와 함께 음악 산업에 미친 지대한 공헌을 인정받아 할리우드 명예의 거리에 그의 손바닥 자국과 서명이 전시된다. 이 행사는 공공연적으로 이루어졌고 오지 오스본을 포함한 많은 록스타들이 참석했다. 2000년대 중반에 그는 그의 기타 리프와 솔로와 함께 장비, 기타 테크닉에 대해 저술한 월간 칼럼 "Brew-tality"를 기타 매거진에 썼다. 2004년과 2005년에 걸친 오디션에서 오지 오스본은 그의 2007년 앨범 Black Rain의 기타리스트로 잭 와일드를 뽑았다고 했다. 오즈본과의 공연에서 잭은 그의 에너지 넘치는 퍼포먼스로 주목을 받게 된다. 블랙 레이블 소사이어티와 프로듀서 마이클 베인혼이 프로듀싱한 앨범 Shot To Hell이 로드러너 레코드를 통해 2006년 9월 11일에 영국, 12일에는 미국에 발매되었다. 블랙 레이블 소사이어티는 오즈페스트의 두 번째 공연날에 헤드라이너를 장식했는데 잭 와일드는 오지 오스본과 블랙 레이블 소사이어티 두 밴드 모두에서 공연하였다. 그는 또한 2012년 여름에 계획되어 있던 블랙 사바스의 투어 대신, 오지 앤 프렌즈 투어의 오지 오스본 밴드에서 벨기에의 그래스팝 메탈 미팅(Graspop Metal Meeting)과 같은 유럽의 공연에서 공연하였다.
블랙 레이블 소사이어티는 2011년 5월 10일에 E1에 'The Song Remains Not the Same'을 발매하였다. 잭은 또한 블랙 베일 브라이즈가 2011년 발매한 EP 앨범 Rebels의 수록곡 중 하나인 키스의 커버곡 "Unholy"에서 기타 솔로를 연주했다.
2014년 이후, 잭은 블랙 사바스의 커버 밴드인 잭 사바스를 결성하게 되고 구성원으로는 기타와 보컬에 잭 와일드 자신, 베이스 기타에 롭 "블라스코" 니콜슨, 드러머에 존 템페스타가 있다. 이후 드러머 자리는 조이 카스틸로(댄지그, 퀸스 오브 더 스톤 에이지 출신)로 교체된다. 2017년 9월에 드러머 자리는 다시 JP 가스터(클러치 출신)로 교체된다. 밴드는 간간히 투어를 다녔고 2016년에 세 곡을 수록한 싱글 12인치 라이브 레코드판을 발매한다.
잭은 2016년 4월부터 5월까지 스티브 바이, 누노 베텐코트, 잉베이 말름스틴, 토신 아바시와 함께 제네레이션 엑스 투어를 다니게 된다.
2017년 4월 28일, 잭 와일드가 오지 오스본 밴드의 2017년 여름 투어에서 밴드에 재가입할 것이라고 했다.